# Museu Histórico Willy Barth
O Museu Histórico Willy Barth é um museu de arte e história localizado no município brasileiro de Toledo, no Oeste do Paraná. Com cerca de quarenta e cinco mil peças em seu acervo, o espaço reúne documentos, fotografias e objetos históricos.

## História
Criado pela Lei Municipal nº 834 de 23 de agosto de 1976, foi nomeado no mês seguinte em homenagem ao pioneiro, colonizador e prefeito de Toledo, Willy Barth. Sua instalação, porém, só ocorreu em 1984, numa sala da Casa da Cultura. Anos depois foi transferido para o 2º andar do Centro Cultural Oscar Silva, onde se ficou até o ano de 2015, quando ganhou sua sede própria.

## Visitação
O museu conta com diversas atrações, desde exposições permanentes, temporárias e itinerantes de arte e história. A visitação é gratuita e aberta ao público de terça a sexta, das 8h às 11h45 e das 13h30 às 17h30. E nos dois primeiros sábados de cada mês, das 13h30 as 17h30 (exceto feriados). Segunda-feira é expediente interno.

## Nova sede
A nova sede do museu foi entregue em 1 de outubro de 2015, com um investimento de R$ 1 milhão de reais. O espaço conta com infraestrutura necessária para exposições, acesso e conservação. Localizado no Rua Guarani, nº 3843, na Vila Becker.

## Infraestrutura
- Estacionamento gratuito;
- Elevador para pessoas com deficiência (PcD);
- Salas de exposição;
- Salas de projeção e reunião;
- Auditório;
- Salas administrativas;
- Salas de conservação e pesquisa;
- Banheiros com acessibilidade;
- Mirante.